# Erkenntnis
Erkenntnis ("Conoscenza") è una rivista di filosofia che pubblica articoli riguardanti la filosofia analitica. Fondata nel 1930 da Hans Reichenbach e Rudolf Carnap, fu "rifondata" da Wilhelm K. Essler, Carl Gustav Hempel e Wolfgang Stegmüller nel 1975.